# 金满水库
金满水库是中国吉林省辽源市东辽县境内的一座水库，位于骘鹭河上，建于1963年。水库正常库容为275万立方米，集雨面积为74平方千米，海拔为306.9米。